# Глинная (Красноярский край)
Глинная — упразднённая деревня в Тасеевском районе Красноярского края в составе Тасеевского сельсовета. Упразднена в 2021 году.

## География
Находится в примерно в 4 километрах по прямой на север от районного центра села Тасеево.

## Климат
Климат рассматриваемого района резко континентальный. Средняя температура воздуха наиболее холодного месяца --23°С. Абсолютный минимум температур — −57°С. Средняя температура воздуха наиболее жаркого месяца +17,7°С. Средняя максимальная +24,1°С. Средняя годовая температура −2.6°С. Продолжительность устойчивых морозов — 138 суток. Продолжительность безморозного периода: наибольшая −108 суток, средняя — 60 суток. Продолжительность периода со среднесуточной температурой менее 10°С — 268 дней. Осенний период в рассматриваемом районе довольно короткий, и уже 18 октября происходит переход среднесуточных температур через 0°С к отрицательным значениям. Летний сезон, когда среднесуточные температуры превышают 10˚С, начинается во второй декаде мая и продолжается до 10 сентября. Проникновение арктических масс воздуха вглубь материка часто вызывает заморозки и в июне.

## История
Упоминалась с 1734 года. В 1926 году население составляло 188 человек. В советское время работал колхоз «8 марта» и им. Ленина. По местным данным деревня образовалась в 1689 году. В послевоенные годы в Глинной располагалась ферма колхоза имени Ленина, где выращивали молодняк крупного рогатого скота, было и дойное стадо, за которым ухаживало 16 доярок. Ферма закрылась после 1985 года.

## Население
| 1926 | 1989 | 2002 | 2010 |
| ---- | ---- | ---- | ---- |
| 188  | ↘23  | ↘4   | ↘0   |

Постоянное население составляло 4 человек в 2002 году (75 % русские), 0 в 2010.